# Сливник
Сли́вник (мак. Сливник) — село у Північній Македонії, входить до складу общини Велес Вардарського регіону.
Населення — 444 особи (перепис 2002) в 94 господарствах.